# Slow Motion Daydream
Slow Motion Daydream — шестой студийный альбом американской рок-группы Everclear, выпущенный 11 марта 2003 года на лейбле Capitol Records. Он получил смешанные отзывы критиков и был неуспешен в коммерческом плане.

## История
Первым синглом с Slow Motion Daydream стал «Volvo Driving Soccer Mom», за которым последовал второй сингл «The New York Times».
Хотя альбом дебютировал на 33-м месте в чарте Billboard 200, выше, чем последний альбом группы, он быстро исчез из чартов. К июлю 2004 года, по данным Nielsen Soundscan, в США было продано 106 000 копий альбома. Spin назвал альбом одним из самых больших коммерческих провалов 2003 года.
Это был последний альбом с новым материалом, в котором приняли участие давние участники группы Крейг Монтойя и Грег Эклунд, покинувшие группу в августе того же года.

## Отзывы
| Совокупная оценка    | Совокупная оценка |
| Источник             | Оценка            |
| -------------------- | ----------------- |
| Metacritic           | 57/100            |
| Оценки критиков      |                   |
| Источник             | Оценка            |
| AllMusic             | [ 6 ]             |
| Blender              | [ 5 ]             |
| E! Online            | C−                |
| Entertainment Weekly | D+                |
| PopMatters           | (positive)        |
| Q                    | [ 5 ]             |
| Rolling Stone        | [ 10 ]            |
| Spin                 | B                 |
| Stylus               | 2.2/10            |
| The Village Voice    | [ 13 ]            |

Альбом получил в смешанную реакцию критиков.
Стивен Томас Эрлевайн из Allmusic поставил оценку 3 из 5 звёзд и сказал: «Slow Motion Daydream, который объединяет сильные и слабые стороны Songs from an American Movie на одном диске. В лучшем случае альбом демонстрирует, что Алексакис — очень хороший рок-песенник, и его песни лучше всего звучат с небольшим налётом поп-блеска. Эта комбинация может быть неотразимой, как в двух первых треках, а также в нескольких других случаях позже в альбоме (включая „скрытый“ бонус-трек; хорошая песня — одна из лучших в альбоме — но само её присутствие делает этот альбом похожим на артефакт 90-х). То, что провалов не так много, как хороших песен, заметят, к сожалению, только посвящённые, потому что на таких рокеров-путешественников в 2003 году не обращают внимания, а провальные амбиции скорее вызовут ярость, чем признание критиков. А это очень плохо, потому что Everclear и Slow Motion Daydream заслуживают большего — они могут быть непоследовательны, но когда они выдают результат, они все ещё так же хороши, как и раньше».

## Список композиций
| №   | Название                                  | Длительность |
| --- | ----------------------------------------- | ------------ |
| 1.  | «How to Win Friends and Influence People» | 3:33         |
| 2.  | «Blackjack»                               | 2:51         |
| 3.  | «I Want to Die a Beautiful Death»         | 3:30         |
| 4.  | «Volvo Driving Soccer Mom»                | 3:13         |
| 5.  | «Science Fiction»                         | 2:43         |
| 6.  | «New Blue Champion»                       | 3:51         |
| 7.  | «TV Show»                                 | 4:10         |
| 8.  | «Chrysanthemum»                           | 1:38         |
| 9.  | «Sunshine (That Acid Summer)»             | 4:28         |
| 10. | «A Beautiful Life»                        | 4:47         |
| 11. | «The New York Times»                      | 4:17         |
| 12. | «White Noise» (hidden track)              | 3:58         |